# Erich Hein
Erich Hein (* 1914 in Zweibrücken; † Februar 1992 in München) war ein deutscher Arzt und Medizinalbeamter in Bayern.

## Leben
Erich Hein, in Zweibrücken/Pfalz, geboren, wurde kurz nach seiner Bestallung zum Arzt 1939 in den Kriegsdienst einberufen. 1942 wurde er in München zum Dr. med. promoviert.
Zuletzt war er als Gefangener und Lagerarzt in Stalingrad und in Sibirien ärztlich im Einsatz. 
1950 trat Hein in den Amtsärztlichen Dienst ein. Er war zunächst Amtsarzt in Rosenheim und München, dann Referent bei der Regierung von Mittelfranken, ehe er ab 1966 mit der Leitung der Gesundheitsabteilung im Bayerischen Innenministerium betraut wurde.

## Ehrungen
- Paracelsus-Medaille der deutschen Ärzteschaft (1979)
- Großes Bundesverdienstkreuz (1981)